# McCart Fire Lookout
Le McCart Fire Lookout est une tour de guet du comté de Ravalli, dans le Montana, aux États-Unis. Situé à 2 163 mètres d'altitude, il est protégé au sein de la forêt nationale de Bitterroot et se tient à la limite de l'Anaconda Pintler Wilderness. Construit en 1939, il est inscrit au Registre national des lieux historiques depuis le 19 juin 1996.